# Jocelin de Dijon
Jocelin de Dijon (fl. 1200-1225) è stato un troviero francese, presumibilmente originario di Digione, con due canzoni pervenuteci recanti il suo nome, oltre a due (senza musica) accreditate, nel Canzoniere di Berna, a un altrimenti non identificabile "Jocelin" , ma che potrebbe essere Jocelin de Dijon.
Dei due componimenti a lui attribuiti, solo A l'entree del dous commencement può essere datata con certezza. Scritta intorno al 1220, in essa si fa riferimento all'assenza di un certo Andriu e al Seigneur d'Arsie. È noto [da fonti] indipendenti che André III de Montbard e Jehan I, Seigneur d'Arcis-sur-Aube, si fossero uniti nel 1218 alla quinta crociata; Jehan non è mai ritornato. Siccome la poesia è divisa in strofe di quattro e cinque versi, la melodia nel Chansonnier de Noailles viene divisa in gruppi di cinque e quattro versi (vale a dire, in ordine inverso). Questa poesia venne usata come modello per la canzone anonima Vers Dieu mes fais desirrans sui forment. L'altro componimento di Jocelin è Par une matinee en mai. 